# ويليام كير كار
ويليام كير كار هو عسكري وطيار كندي، ولد في 19 مارس 1923 في غراند بانك ‏ في كندا.